# Luigi Giannini
Luigi Giannini (ur. 4 grudnia 1958 roku w Rzymie) – włoski kierowca wyścigowy.

## Kariera
Giannini rozpoczął karierę w międzynarodowych wyścigach samochodowych w 1977 roku od startów we Włoskiej Formule 850, gdzie trzykrotnie wygrywał. Z dorobkiem 27 punktów uplasował się tam na czwartej pozycji w klasyfikacji generalnej. W późniejszych latach pojawiał się także w stawce Renault 5 Cup Italy, Renault 5 Eurocup, Formuły Fiat Abarth, Włoskiej Formuły 3 oraz Europejskiej Formuły 3.